# Volger Lindroth
Volger Lindroth, född 26 oktober 1930 i Ljungaverk, död 8 februari 2009 i Hässelby Villastad, var en svensk dragspelare aktiv mellan 1942 och 2009. 
Volger Lindroth var känd för sin folk- och gammeldansmusik dels som ensam artist, dels som kapellmästare i Volgers Orkester, vilka utgavs på skiva. Han var självlärd och ackompanjerade Hjördis Petterson, Annalisa Ericson, Ingeborg Nyberg med flera.
Volger Lindroth medverkade i ett flertal musikunderhållningsprogram i såväl radio som teve under 1960-, 70- och 80-talen. Han skrev också flera politiska tidningsartiklar och dikter publicerade i bland annat Dagens Nyheter, Svenska Dagbladet, lokala tidskrifter och pensionärstidningar under samma tidsperiod.